# فاكس أسود
يشير الفاكس الأسود إلى خدعة في الفاكس. تكون نية المرسل هي استخدام أكبر قدر ممكن من الحبر في فاكس المستلم، أو ورق حراري، وبالتالي يكلف أموال على المستلم، بالإضافة إلى حرمان المستلم من استخدام أجهزته الخاصة (على غرار الكمبيوتر القائم على هجمات الحرمان من الخدمة).
تم استخدام هذه الفكر لمضايقة المؤسسات والدوائر الحكومية، كالإنتقام من مرسلي الفاكسات الغير المرغوب فيها، أو مجرد مقلب خفيف.